# Marvel Mystery Comics
Marvel Mystery Comics (primeiro título simplesmente Marvel Comics) é uma revista em quadrinhos estadunidense publicada pela Timely Comics, divisão da Timely Publications, durante as décadas de 1930-1940, período cronológico que ficou conhecido pelos fãs do gênero como Era de Ouro das histórias em quadrinhos. A Timely Comics depois mudaria de nome e se tornaria a conhecida Marvel Comics.

## História da publicação

### Edição de estreia:Marvel Comicsnúmero 1
Em 1939, o editor de revistas pulps Martin Goodman expandiu seus negócios até o mercado emergente americano das revistas em quadrinhos e comprou conteúdo produzido pela Funnies, Inc.. Seu primeiro lançamento, Marvel Comics número 1 (com data da capa de Outubro de 1939), de sua companhia Timely Comics, marcou a primeira aventura do super-herói androide Tocha Humana, criado pelo escritor e desenhista Carl Burgos. Também surgiram o detetive uniformizado Anjo (Thomas Halloway), de Paul Gustavson e a origem do anti-herói Namor - O Príncipe Submarino, de autoria de Bill Everett, que havia criado a história antes para uma revista promocional de cinema, a Motion Picture Funnies Weekly, que acabou não sendo lançada, mas circulou em poucas edições impressas no início daquele ano, com o acréscimo de mais quatro páginas às oito originais.
Outras histórias foram:
- a de faroeste do Masked Raider ("Cavaleiro Mascarado"), de Al Anders;
- o Senhor das Selvas Ka-Zar, o Grande, com Ben Thompson adaptando nas primeiros cinco revistas a história "King of Fang and Claw" de Bob Byrd escrita numa pulp de Goodman (Ka-Zar #1, outubro de 1936);[1]
- a história isolada "Jungle Terror" ou "Terror na Selva", protagonizada pelo aventureiro Ken Masters que parte para um resgate na Floresta Amazônica. O autor usou o pseudônimo Tohm Dixon;[4]
- "Now I'll Tell One", em português "Agora contarei uma", cinco quadrinhos humorísticos independentes em uma página em preto e branco, de Fred Schwab, na contracapa principal;
- Duas páginas em texto com a história de Ray Gill, "Burning Rubber" ou "Borracha queimando", sobre uma corrida de automóveis. As páginas de texto serviam para se conseguir para a revista subsídios dados pelos correios e foram uma das primeiras funções que o futuro editor da Timely, Stan Lee, receberia do editor Goodman quando entrou para a companhia.

A capa pintada foi obra do veterano artista de ficção científica pulp Frank R. Paul, retratando o Tocha Humana numa passagem diferente da existente na história.
Essa primeira revista vendeu 80 000 exemplares, o que incentivou Goodman a produzir uma segunda edição, com data de capa de novembro de 1939 e conteúdo idêntico exceto uma tarja preta onde estava outubro e com "novembro" adicionado. Essa nova tiragem vendeu 800.000 revistas. Percebendo que estava com um "hit" em suas mãos, Goodman reuniu sua própria equipe de quadrinistas e trouxe Joe Simon para ser o editor. Com ele veio o parceiro Jack Kirby, seguido de Syd Shores.

### Marvel Mystery Comics
Tocha Humana e Namor permaneceram como estrelas da revista por um longo tempo até receberem títulos próprios. O Anjo, que foi o destaque nas capas dos números 2 e 3, reapareceria até o número 79 (dezembro de 1946).

Outros personagens que foram introduzidos:
- Ás Americano (número 2, dezembro de 1939)
- Ferret, com parte republicada de uma história da revista Motion Picture Funnies Weekly #1;
- O robô-herói Electro, do autor-desenhista Steve Dahlman (apareceria nas revistas 4 a 19, de fevereiro de 1940 - maio de 1941).
- Na revista número 13 surgiu a primeira aventura do Visão, o personagem que inspiraria o herói homônimo da Marvel Comics. O Visão original apareceria em histórias-solo até a revista Marvel Mystery Comics #48.

### Marvel Tales
Em 1949, com a diminuição da popularidade dos super-heróis, a revista foi convertida em uma antologia de horror com o título Marvel Tales, entre os números 93 a 159 (agosto de 1949 - agosto de 1957), quando a publicação cessou.
Nota: Essa série é diferente da que foi publicada pela Marvel Comics no início da década de 1960 e que tinha o mesmo título.

## Republicações nos Estados Unidos
- Marvel Comics número 1: em comemoração ao 70º aniversário de lançamento (colorido moderno, 2009)

Edições encadernadas
- Golden Age Marvel Comics Omnibus (Marvel Comics #1; Marvel Mystery Comics #2-12)
- Marvel Masterworks: Golden Age Marvel Comics Vol. 1 (Marvel Comics #1, Marvel Mystery Comics #2-4)
- Marvel Masterworks: Golden Age Marvel Comics Vol. 2 (Marvel Mystery Comics #5-8)
- Marvel Masterworks: Golden Age Marvel Comics Vol. 3 (Marvel Mystery Comics #9-12)
- Marvel Masterworks: Golden Age Marvel Comics Vol. 4 (Marvel Mystery Comics #13-16)
- Marvel Masterworks: Golden Age Marvel Comics Vol. 5 (Marvel Mystery Comics #17-20)
- Marvel Masterworks: Golden Age Marvel Comics Vol. 6 (Marvel Mystery Comics #21-24)